# Miss Venezuela
Miss Venezuela est un concours de beauté féminin tenu au Venezuela depuis 1952, destiné aux vénézuéliennes. Il se déroule traditionnellement chaque automne. La diffusion du concours dure généralement environ quatre heures.
L'émission est retransmise en direct à travers l'Amérique latine par Venevisión, avec des versions modifiées aux États-Unis et au Mexique.
La directrice nationale du concours est l’ancienne Miss Univers 2013 ; María Gabriela Isler.
Le concours Miss Venezuela est qualificatif pour Miss Univers, Miss Monde et Miss International. Il est le premier concours national à avoir gagné deux années consécutives à Miss Univers : Dayana Mendoza en 2008 et Stefanía Fernández en 2009.

## Lauréates
| Année   | Région | Lauréate                                               | Ville                        | Lieu                                                     |
| ------- | ------ | ------------------------------------------------------ | ---------------------------- | -------------------------------------------------------- |
| 1952    |        | Sofía Silva Inserry (†)                                | Bolívar                      | Valle Arriba Golf Club, Caracas                          |
| 1953–54 |        | Gisela Bolaños Scarton                                 | Carabobo                     | Valle Arriba Golf Club, Caracas                          |
| 1955    |        | Carmen Susana Duijm Zubillaga                          | Miranda                      | Hotel Tamanaco, Caracas                                  |
| 1956    |        | Blanca "Blanquita" Heredia Osío                        | District capitale de Caracas | Hotel Tamanaco, Caracas                                  |
| 1957    |        | Consuelo Leticia Nouel Gómez                           | District capitale de Caracas | Hotel Tamanaco, Caracas                                  |
| 1958–59 |        | Ida Margarita Pieri                                    | Sucre                        | Hotel Ávila, Caracas                                     |
| 1960    |        | Gladys "Laly" Ascanio Arredondo                        | District capitale de Caracas | Hotel Tamanaco, Caracas                                  |
| 1961    |        | Anasaria "Ana" Griselda Vegas Albornoz                 | Caracas                      | Hotel Tamanaco, Caracas                                  |
| 1962    |        | Olga "Olguita" Antonetti Núñez (†)                     | Anzoátegui                   | Teatro París, Caracas                                    |
| 1963    |        | Irene Amelia Morales Machado                           | Guárico                      | Teatro París, Caracas                                    |
| 1964    |        | Mercedes Revenga De La Rosa                            | Miranda                      | Teatro París, Caracas                                    |
| 1965    |        | María Auxiliadora De Las Casas Mc. Gill                | District capitale de Caracas | Teatro del Círculo Militar, Caracas                      |
| 1966    |        | Magaly Beatriz Castro Egui                             | Guárico                      | Teatro del Este, Caracas                                 |
| 1967    |        | Mariela Pérez Branger                                  | La Guaira                    | Teatro de la Escuela Militar, Caracas                    |
| 1968    |        | Peggy Kopp Arenas                                      | District capitale de Caracas | Teatro Altamira, Caracas                                 |
| 1969    |        | María José de las Mercedes Yellici Sánchez (démission) | Aragua                       | Teatro París, Caracas                                    |
| 1969    |        | Marzia Rita Gisela Piazza Suprani                      | La Guaira                    | Teatro París, Caracas                                    |
| 1970    |        | Bella Mercedes La Rosa De La Rosa                      | Carabobo                     | Teatro Nacional de Venezuela, Caracas                    |
| 1971    |        | Jeanette Amelia de la Coromoto Donzella Sánchez        | Monagas                      | Teatro Nacional de Venezuela, Caracas                    |
| 1972    |        | María Antonieta Cámpoli Prisco                         | Nueva Esparta                | Teatro París, Caracas                                    |
| 1973    |        | Ana Paola Desirée Facchinei Rolando                    | Carabobo                     | Club de Sub-Oficiales, Caracas                           |
| 1974    |        | Neyla Chiquinquirá Moronta Sangronis                   | Zulia                        | Club de Sub-Oficiales, Caracas                           |
| 1975    |        | Maritza Pineda Montoya                                 | Nueva Esparta                | Poliedro de Caracas, Caracas                             |
| 1976    |        | Elluz Coromoto Peraza González (démission)             | Guárico                      | Teatro París, Caracas                                    |
| 1976    |        | Judith Josefina Castillo Uribe                         | Nueva Esparta                | Teatro París, Caracas                                    |
| 1977    |        | Cristal del Mar Montañez Arocha                        | La Guaira                    | Teatro París, Caracas                                    |
| 1978    |        | Marisol Alfonzo Marcano                                | Guárico                      | Teatro del Club de Sub-Oficiales, Caracas                |
| 1979    |        | Maritza Sayalero Fernández                             | La Guaira                    | Hotel Caracas Hilton, Caracas                            |
| 1980    |        | María Xavier "Maye" Brandt Angulo (†)                  | Lara                         | Hotel Macuto Sheraton, Caraballeda, La Guaira            |
| 1981    |        | Irene Lailín Sáez Conde                                | Miranda                      | Hotel Macuto Sheraton, Caraballeda, La Guaira            |
| 1982    |        | Ana Teresa Oropeza Villavicencio                       | Guárico                      | Hotel Macuto Sheraton, Caraballeda, La Guaira            |
| 1983    |        | Paola Laura Ruggeri Ghigo                              | Portuguesa                   | Hotel Macuto Sheraton, Caraballeda, La Guaira            |
| 1984    |        | Carmen María Montiel Ávila                             | Zulia                        | Hotel Macuto Sheraton, Caraballeda, La Guaira            |
| 1985    |        | Silvia Cristina Martínez Stapulionis                   | Guárico                      | Hotel Macuto Sheraton, Caraballeda, La Guaira            |
| 1986    |        | Bárbara Palacios Teyde                                 | Trujillo                     | Teatro Municipal de Caracas, Caracas                     |
| 1987    |        | Inés María Calero Rodríguez                            | Nueva Esparta                | Teatro Municipal de Caracas, Caracas                     |
| 1988    |        | Yajaira Cristina Vera Roldán                           | Miranda                      | Teatro Municipal de Caracas, Caracas                     |
| 1989    |        | Eva Lisa Larsdotter Ljung                              | Lara                         | Poliedro de Caracas, Caracas                             |
| 1990    |        | Andreína Katarina Goetz Blohm                          | Bolívar                      | Poliedro de Caracas, Caracas                             |
| 1991    |        | Carolina Eva Izsak Kemenify                            | Amazonas                     | Poliedro de Caracas, Caracas                             |
| 1992    |        | Milka Yelisava Chulina Urbanich                        | Aragua                       | Poliedro de Caracas, Caracas                             |
| 1993    |        | Minorka Marisela Mercado Carrero                       | Apure                        | Teresa Carreño Cultural Complex, Caracas                 |
| 1994    |        | Denyse del Carmen Floreano Camargo                     | Costa Oriental               | Teresa Carreño Cultural Complex, Caracas                 |
| 1995    |        | Yoseph Alicia Machado Fajardo                          | Yaracuy                      | Poliedro de Caracas, Caracas                             |
| 1996    |        | Marena Josefina Bencomo Giménez                        | Carabobo                     | Poliedro de Caracas, Caracas                             |
| 1997    |        | Veruska Tatiana Ramírez                                | Táchira                      | Poliedro de Caracas, Caracas                             |
| 1998    |        | Lucbel Carolina Indriago Pinto                         | Delta Amacuro                | Poliedro de Caracas, Caracas                             |
| 1999    |        | Martina Thorogood Heemsen                              | Miranda                      | Poliedro de Caracas, Caracas                             |
| 2000    |        | Eva Mónica Anna Ekvall Johnson (†)                     | Apure                        | Poliedro de Caracas, Caracas                             |
| 2001    |        | Cynthia Cristina Lander Zamora                         | District capitale de Caracas | Poliedro de Caracas, Caracas                             |
| 2002    |        | Mariángel Ruiz Torrealba                               | Aragua                       | Poliedro de Caracas, Caracas                             |
| 2003    |        | Ana Karina Áñez Delgado                                | Lara                         | Estudio 1, Venevisión, Caracas                           |
| 2004    |        | Mónica Spear Mootz (†)                                 | Guárico                      | Poliedro de Caracas, Caracas                             |
| 2005    |        | Jictzad Nakarhyt Viña Carreño                          | Sucre                        | Poliedro de Caracas, Caracas                             |
| 2006    |        | Lidymar Carolina "Ly" Jonaitis Escalona                | Guárico                      | Poliedro de Caracas, Caracas                             |
| 2007    |        | Dayana Sabrina Mendoza Moncada                         | Amazonas                     | Poliedro de Caracas, Caracas                             |
| 2008    |        | Stefanía Fernández Krupij                              | Trujillo                     | Poliedro de Caracas, Caracas                             |
| 2009    |        | Marelisa Gibson Villegas                               | Miranda                      | Poliedro de Caracas, Caracas                             |
| 2010    |        | Vanessa Andrea Goncalves Gómez                         | Miranda                      | Palacio de Eventos, Maracaibo                            |
| 2011    |        | Irene Sofía Esser Quintero                             | Sucre                        | Estudio 1, Venevisión, Caracas                           |
| 2012    |        | María Gabriela de Jesús Isler Morales                  | Guárico                      | Salón Naiguatá, Hotel Tamanaco Intercontinental, Caracas |
| 2013    |        | Migbelis Lynette Castellanos Romero                    | Costa Oriental               | Poliedro de Caracas, Caracas                             |
| 2014    |        | Mariana Coromoto Jiménez Martínez                      | Guárico                      | Estudio 1, Venevisión, Caracas                           |
| 2015    |        | Mariam Habach Santucci                                 | Lara                         | Estudio 1, Venevisión, Caracas                           |
| 2016    |        | Keysi Mairín Sayago Arrechedera                        | Monagas                      | Estudio 1, Venevisión, Caracas                           |
| 2017    |        | Sthefany Yoharlis Gutiérrez Gutiérrez                  | Delta Amacuro                | Estudio 5, Venevisión, Caracas                           |
| 2018    |        | Maryuris Isabel "Isabella" Rodríguez Guzmán            | Portuguesa                   | Estudio 5, Venevisión, Caracas                           |
| 2019    |        | Lulyana Thalía Olvino Torres                           | Delta Amacuro                | Estudio 1, Venevisión, Caracas                           |
| 2020    |        | Mariángel Villasmil Arteaga                            | Zulia                        | Estudio 5, Venevisión, Caracas                           |
| 2021    |        | Amanda Dudamel Newman                                  | Región Andina                | Estudio 1, Venevisión, Caracas                           |
| 2022    |        | Diana Carolina Silva Francisco                         | District capitale de Caracas | Poliedro de Caracas, Caracas                             |
| 2023    |        | Ileana del Carmen Márquez Pedroza                      | Amazonas                     | Centro Comercial Líder, Caracas                          |
| 2024    |        | Stephany Adriana Abasali Nasser                        | Anzoátegui                   | Centro Comercial Líder, Caracas                          |

### Galerie

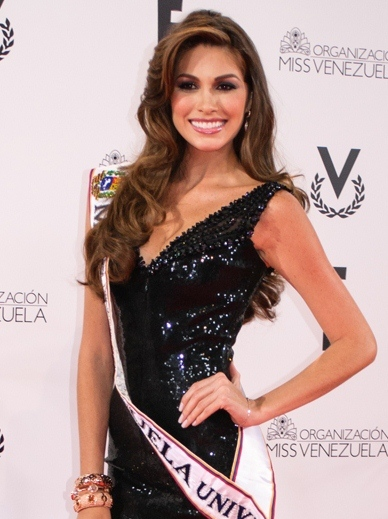
María Gabriela Isler, Miss Venezuela 2012.
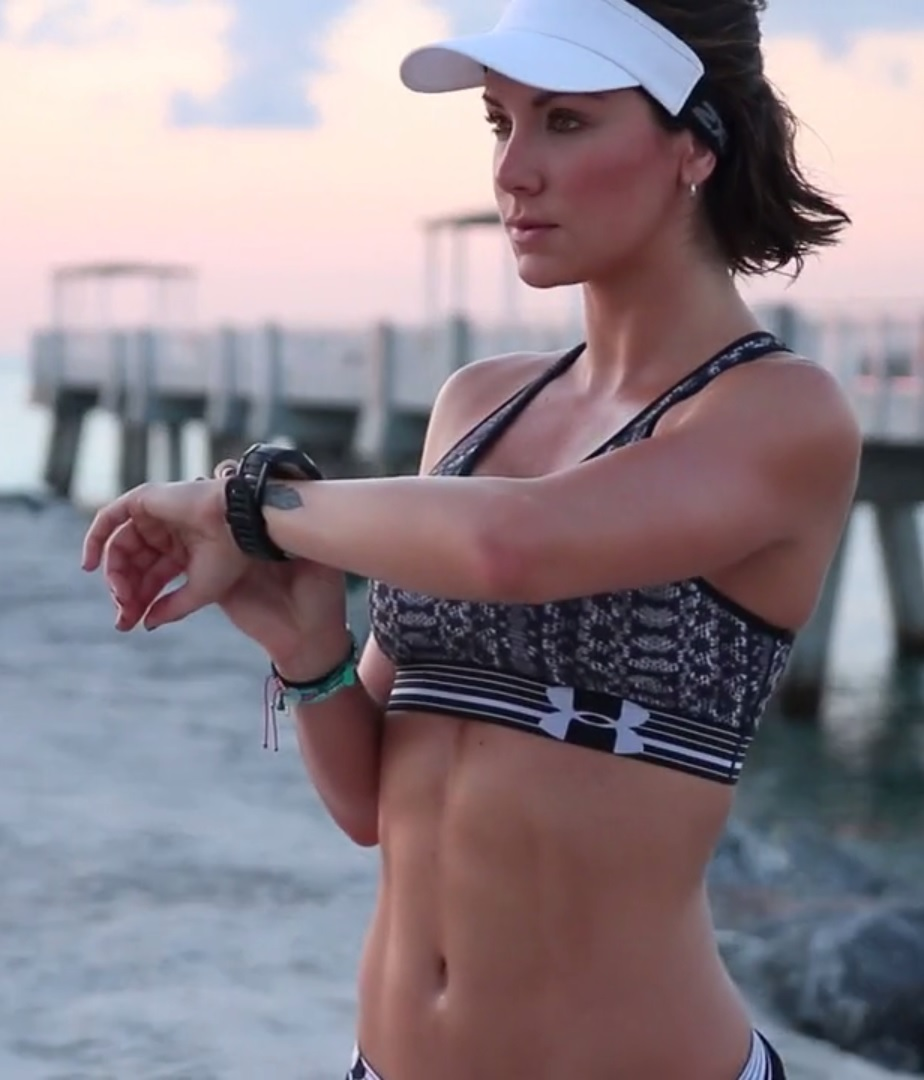
Vanessa Gonçalves, Miss Venezuela 2010.
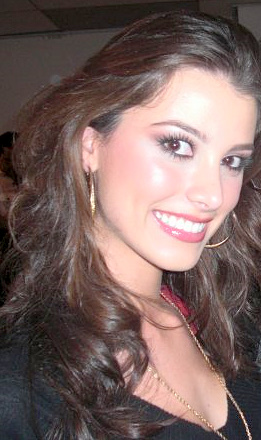
Stefanía Fernández, Miss Venezuela 2008.
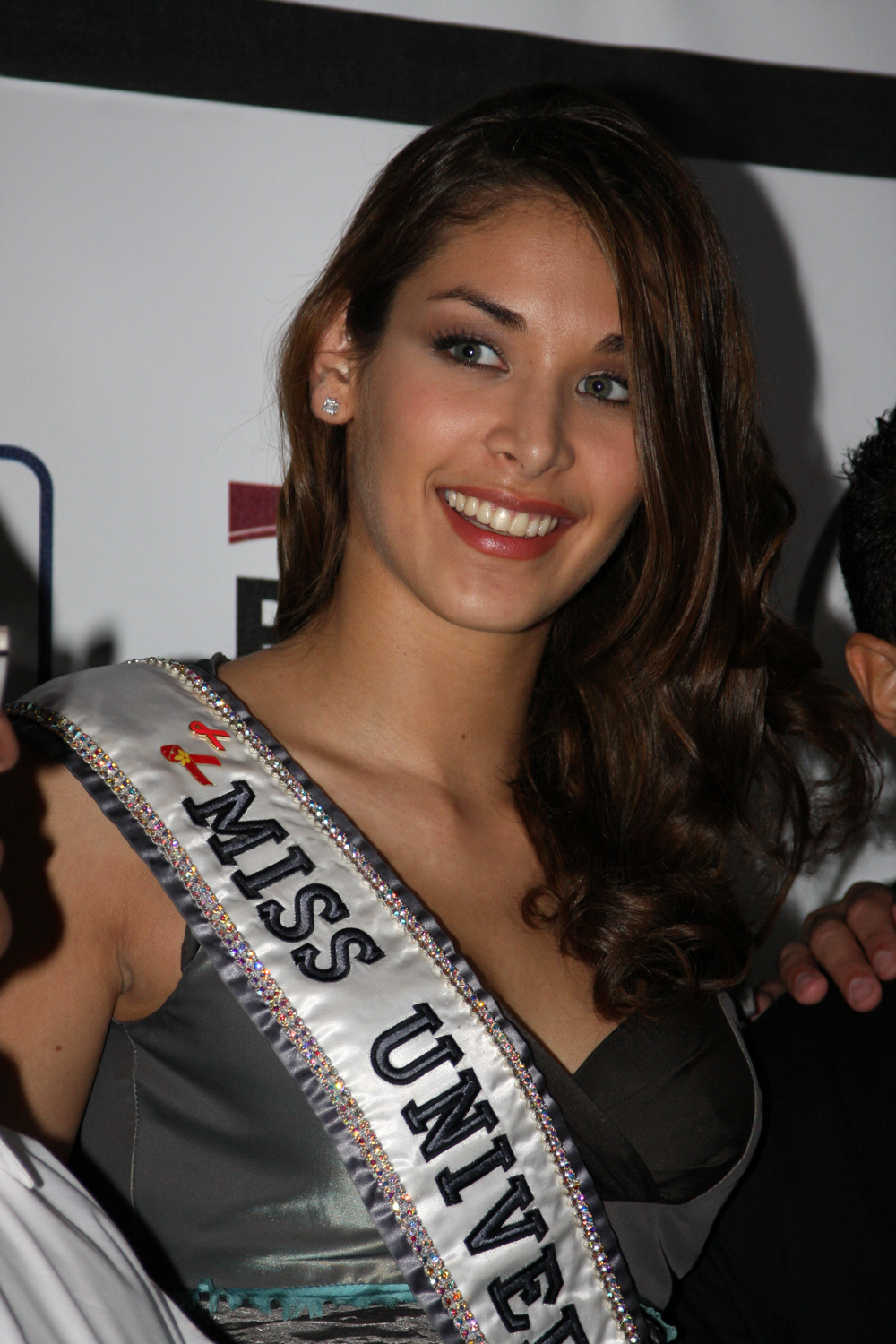
Dayana Mendoza, Miss Venezuela 2007.
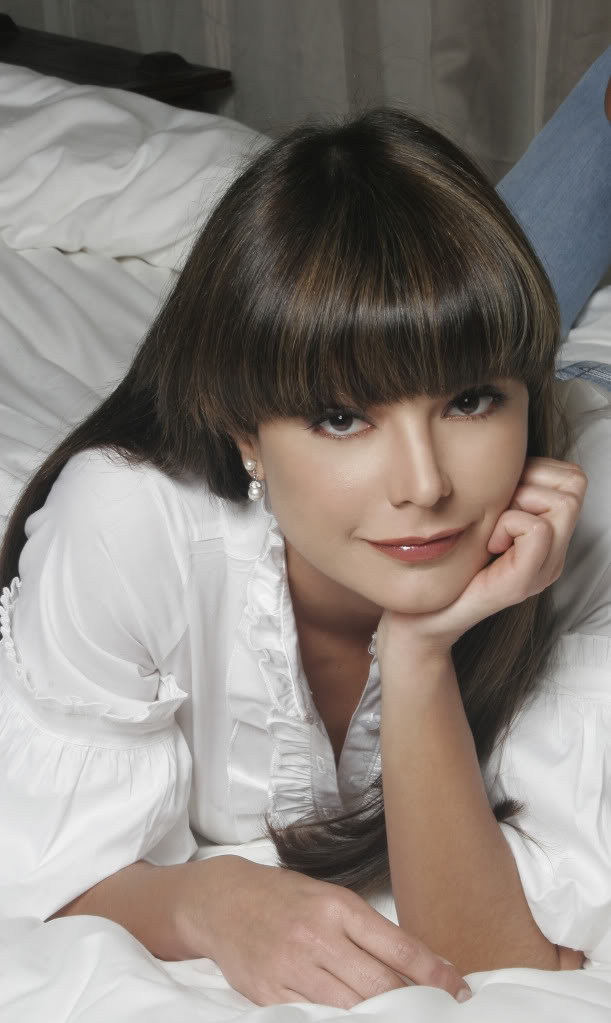
Milka Chulina, Miss Venezuela 1992.
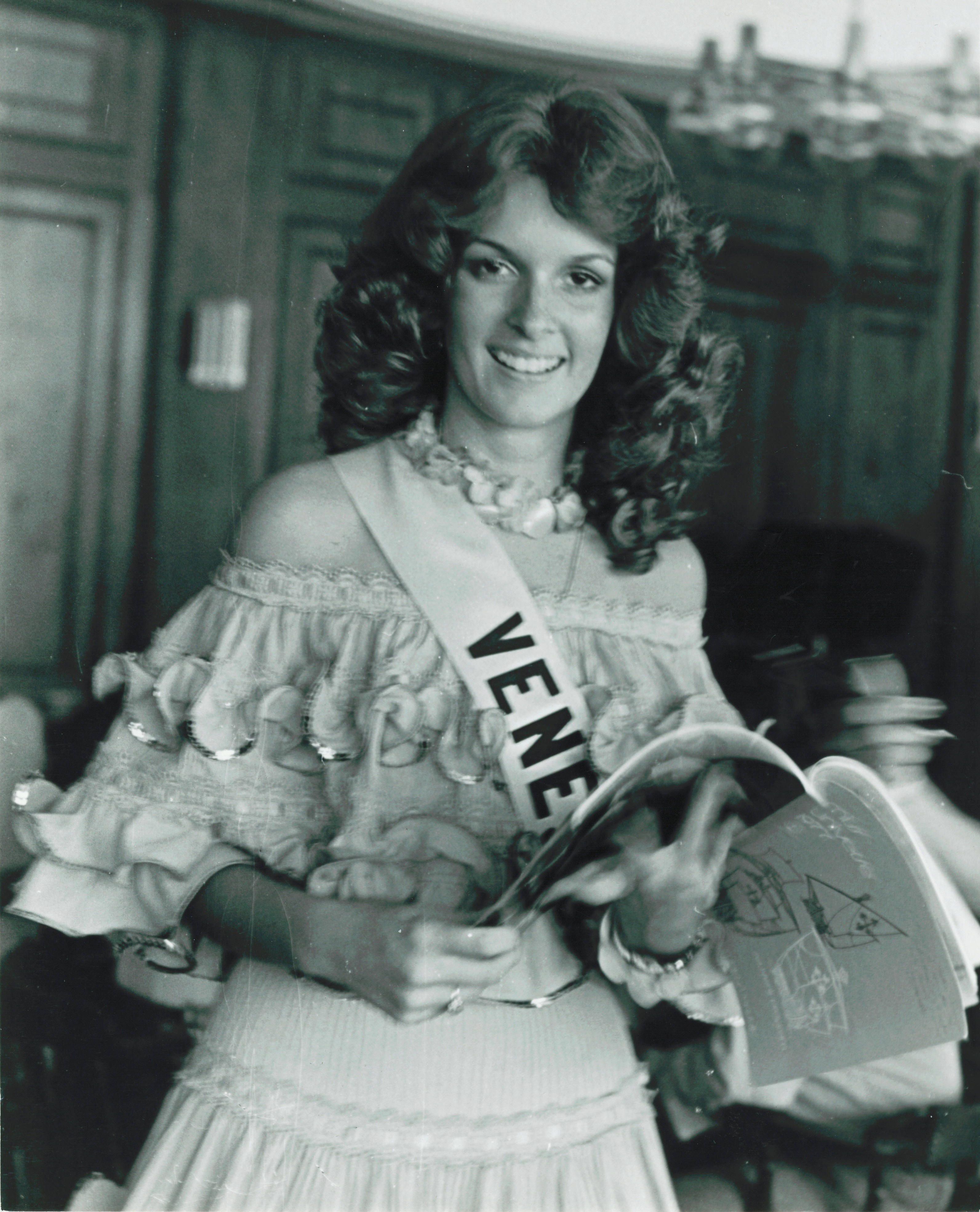
Cristal Montañez, Miss Venezuela 1977.
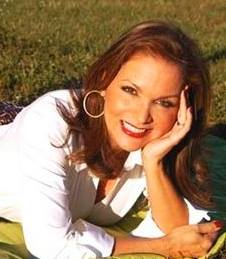
Elluz Peraza, Miss Venezuela 1976.

## Représentation du Venezuela aux concours internationaux majeurs
Avec 23 titres, le concours Miss Venezuela détient le plus grand nombre de titres remportés dans les quatre grandes compétitions internationales : Miss Univers, Miss Monde, Miss International et Miss Terre. Il est en première position face à Miss USA et Miss Philippines (14 titres), Miss Inde (9 titres) et Miss Royaume-Uni (8 titres).
Légende :
      La concurrente a remporté le titre.
      Une place de dauphine.
      Une place en tant que finaliste ou semi-finaliste.

### Participations à Miss Univers
| Année | Nom                                              | Région                  | Classement        | Lieu du concours                                                      |
| ----- | ------------------------------------------------ | ----------------------- | ----------------- | --------------------------------------------------------------------- |
| 1952  | Sofía Silva Inserri (†)                          | Bolívar                 |                   | Long Beach Municipal Auditorium de Long Beach, États-Unis             |
| 1953  | Gisela Bolaños Scarton                           | Carabobo                |                   | Long Beach Municipal Auditorium de Long Beach, États-Unis             |
| 1955  | Carmen Susana Duijm Zubillaga                    | Miranda                 | Top 15            | Long Beach Municipal Auditorium de Long Beach, États-Unis             |
| 1956  | Blanca Heredia Osio                              | District capital        | Top 15            | Long Beach Municipal Auditorium de Long Beach, États-Unis             |
| 1957  | Consuelo Leticia Nouel Gómez                     | District capital        |                   | Long Beach Municipal Auditorium de Long Beach, États-Unis             |
| 1958  | Ida Margarita Pieri Pérez                        | Sucre                   |                   | Long Beach Municipal Auditorium de Long Beach, États-Unis             |
| 1960  | Mary Quiroz Delgado (†)                          | Yaracuy                 |                   | Miami Beach Auditorium de Miami Beach, États-Unis                     |
| 1961  | Ana Griselda Vegas Albornoz                      | District capital        |                   | Miami Beach Auditorium de Miami Beach, États-Unis                     |
| 1962  | Virginia Elizabeth Bailey Lázzari                | Nueva Esparta           |                   | Miami Beach Auditorium de Miami Beach, États-Unis                     |
| 1963  | Irene Amelia Morales Machado                     | Guárico                 |                   | Miami Beach Auditorium de Miami Beach, États-Unis                     |
| 1964  | Mercedes Revenga De la Rosa                      | Miranda                 | Top 15            | Miami Beach Auditorium de Miami Beach, États-Unis                     |
| 1965  | María Auxiliadora De las Casas McGill (†)        | District capital        |                   | Miami Beach Auditorium de Miami Beach, États-Unis                     |
| 1966  | Magaly Beatriz Castro Egui                       | Guárico                 |                   | Miami Beach Auditorium de Miami Beach, États-Unis                     |
| 1967  | Mariela Pérez Branger                            | La Guaira               | 1re dauphine      | Miami Beach Auditorium de Miami Beach, États-Unis                     |
| 1968  | Peggy Kopp Arenas                                | District capital        | 3e dauphine       | Miami Beach Auditorium de Miami Beach, États-Unis                     |
| 1969  | María José de las Mercedes Yéllici Sánchez       | Aragua                  |                   | Miami Beach Auditorium de Miami Beach, États-Unis                     |
| 1970  | Bella Mercedes La Rosa De la Rosa                | Carabobo                | Top 15            | Miami Beach Auditorium de Miami Beach, États-Unis                     |
| 1971  | Jeannette Amelia de la Coromoto Donzella Sánchez | Monagas                 |                   | Miami Beach Auditorium de Miami Beach, États-Unis                     |
| 1972  | María Antonietta Cámpoli Prisco                  | Nueva Esparta           | 2e dauphine       | Cerromar Beach Hotel de Dorado, Porto Rico                            |
| 1973  | Ana Paola Desireé Facchinei Rolando              | Carabobo                |                   | Amphithéâtre de l'Odéon d'Hérode Atticus d'Athènes, Grèce             |
| 1974  | Neyla Chiquinquirá Moronta Sangronis             | Zulia                   |                   | Centre culturel des Philippines de Manille, Philippines               |
| 1975  | Maritza Pineda Montoya                           | Nueva Esparta           |                   | National Gymnasium de San Salvador, Salvador                          |
| 1976  | Judith Josefina Castillo Uribe                   | Nueva Esparta           | 1re dauphine      | Lee Theatre de Causeway Bay, Hong Kong                                |
| 1977  | Cristal del Mar Montañez Arocha                  | La Guaira               | Top 12            | National Theater de Saint-Domingue, République dominicaine            |
| 1978  | Marisol Alfonzo Marcano                          | Guárico                 |                   | Centro de Convenciones de Acapulco, Mexique                           |
| 1979  | Maritza Sayalero Fernández                       | La Guaira               | Miss Univers 1979 | Perth Entertainment Centre de Perth, Australie                        |
| 1980  | María Xavier Maye Brandt Angulo (†)              | Lara                    |                   | Sejong Center for the Performing Arts de Séoul, Corée du Sud          |
| 1981  | Irene Lailín Sáez Conde                          | Miranda                 | Miss Univers 1981 | Minskoff Theatre de New York, États-Unis                              |
| 1982  | Ana Teresa Oropeza Villavicencio                 | Guárico                 |                   | Coliseo Amauta de Lima, Pérou                                         |
| 1983  | Paola Laura Ruggeri Ghigo                        | Portuguesa              | Top 12            | Kiel Auditorium de Saint-Louis, États-Unis                            |
| 1984  | Carmen María Montiel Avila                       | Zulia                   | 2e dauphine       | James L. Knight Convention Center de Miami, États-Unis                |
| 1985  | Silvia Cristina Martínez Stapulionis             | Guárico                 | 3e dauphine       | James L. Knight Convention Center de Miami, États-Unis                |
| 1986  | Bárbara Palacios Teyde                           | Trujillo                | Miss Univers 1986 | ATLAPA Convention Center de Panama, Panama                            |
| 1987  | Inés María Calero Rodríguez                      | Nueva Esparta           | 3e dauphine       | HarbourFront Centre, Singapour                                        |
| 1988  | Yajaira Cristina Vera Roldán                     | Miranda                 | Top 10            | Lin Kou Stadium de Taipei, Taïwan                                     |
| 1989  | Eva Lisa Larsdotter Ljung                        | Lara                    | Top 10            | Fiesta Americana Condesa Hotel de Cancún, Mexique                     |
| 1990  | Andreína Katarina Goetz Blohm                    | Bolívar                 | Top 10            | Century City (Los Angeles) de Los Angeles, États-Unis                 |
| 1991  | Jackeline Rodríguez Strefezza                    | Miranda                 | Top 6             | Aladdin Theatre for the Performing Arts de Las Vegas, États-Unis      |
| 1992  | Carolina Eva Izsák Kemenyfy                      | Amazonas                | Top 6             | Centre national de conventions Reine Sirikit de Bangkok, Thaïlande    |
| 1993  | Milka Yelisava Chulina Urbanich                  | Aragua                  | 2e dauphine       | National Auditorium de Mexico, Mexique                                |
| 1994  | Minorka Marisela Mercado Carrero                 | Apure                   | 2e dauphine       | Philippine International Convention Center de Manille, Philippines    |
| 1995  | Denyse del Carmen Floreano Camargo               | Zulia                   | Top 6             | Windhoek Country Club Resort de Windhoek, Namibie                     |
| 1996  | Yoseph Alicia Machado Fajardo                    | Yaracuy                 | Miss Univers 1996 | Aladdin Theatre for the Performing Arts de Las Vegas, États-Unis      |
| 1997  | Marena Josefina Bencomo Giménez                  | Carabobo                | 1re dauphine      | Miami Beach Convention Center de Miami Beach, États-Unis              |
| 1998  | Veruska Tatiana Ramírez                          | Táchira                 | 1re dauphine      | Stan Sheriff Center de Honolulu, États-Unis                           |
| 1999  | Lucbel Carolina Indriago Pinto                   | Delta Amacuro           | Top 5             | Chaguaramas Convention Centre de Chaguaramas, Trinité-et-Tobago       |
| 2000  | Claudia Cristina Moreno González                 | District capital        | 1re dauphine      | Eleftheria Indoor Hall de Nicosie, Chypre                             |
| 2001  | Eva Mónica Anna Ekvall Johnson (†)               | Apure                   | 3e dauphine       | Coliseo Rubén Rodriguez de Bayamón, Porto Rico                        |
| 2002  | Cynthia Cristina Lander Zamora                   | District capital        | 4e dauphine       | Roberto Clemente Coliseum de San Juan, Porto Rico                     |
| 2003  | Mariángel Ruiz Torrealba                         | Aragua                  | 1re dauphine      | Figali Convention Center de Panama, Panama                            |
| 2004  | Ana Karina Áñez Delgado                          | Lara                    |                   | Centro de Convenciones CEMEXPO de Quito, Équateur                     |
| 2005  | Mónica Spear Mootz (†)                           | Guárico                 | 4e dauphine       | Impact Muang Thong Thani de Bangkok, Thaïlande                        |
| 2006  | Jictzad Nakarhyt Viña Carreño                    | Sucre                   |                   | Shrine Auditorium de Los Angeles, États-Unis                          |
| 2007  | Lidymar Carolina Jonaitis Escalona               | Guárico                 | 2e dauphine       | National Auditorium de Mexico, Mexique                                |
| 2008  | Dayana Sabrina Mendoza Moncada                   | Amazonas                | Miss Univers 2008 | Crown Convention Center de Nha Trang, Viêt Nam                        |
| 2009  | Stefanía Fernández Krupij                        | Trujillo                | Miss Univers 2009 | Atlantis Paradise Island de Nassau, Bahamas                           |
| 2010  | Marelisa Gibson Villegas                         | Miranda                 |                   | Mandalay Bay Events Center de Las Vegas, États-Unis                   |
| 2011  | Vanessa Andrea Gonçalves Gómez                   | Miranda                 | Top 16            | Credicard Hall de São Paulo, Brésil                                   |
| 2012  | Irene Sofía Esser Quintero                       | Sucre                   | 2e dauphine       | Planet Hollywood Resort & Casino Las Vegas, États-Unis                |
| 2013  | María Gabriela de Jesús Isler Morales            | Guárico                 | Miss Univers 2013 | Crocus City Hall de Moscou, Russie                                    |
| 2014  | Migbelis Lynette Castellanos Romero              | Zulia                   | Top 10            | FIU Arena de Doral, États-Unis                                        |
| 2015  | Mariana Coromoto Jiménez Martínez                | Guárico                 | Top 10            | The AXIS de Las Vegas, États-Unis                                     |
| 2016  | Mariam Habach Santucci                           | Lara                    |                   | Mall of Asia Arena de Manille, Philippines                            |
| 2017  | Keysi Mairín Sayago Arrechedera                  | Monagas                 | 4e dauphine       | The AXIS de Las Vegas, États-Unis                                     |
| 2018  | Sthefany Yoharlis Gutiérrez Gutiérrez            | Delta Amacuro           | 2e dauphine       | Impact Muang Thong Thani de Bangkok, Thaïlande                        |
| 2019  | Lulyana Thalía Olvino Torres                     | Delta Amacuro           | Top 20            | Tyler Perry Studios, Atlanta, Géorgie, États-Unis                     |
| 2020  | Mariángel Villasmil Arteaga                      | Zulia                   |                   | Seminole Hard Rock Hotel & Casino, Hollywood, Floride, États-Unis     |
| 2021  | Luiseth Emiliana Materán Bolaño                  | Miranda                 | Top 16            | Isrotel Yam Surf, Eilat, Israël                                       |
| 2022  | Amanda Dudamel Newman                            | Mérida                  | 1re dauphine      | New Orleans Morial Convention Center, La Nouvelle-Orléans, États-Unis |
| 2023  | Diana Carolina Silva Francisco                   | District de la capitale | Top 10            | San Salvador, Salvador                                                |
| 2024  | Ileana del Carmen Márquez Pedroza                | Amazonas                | 4e dauphine       | Arena CDMX de Mexico, Mexique                                         |
| 2025  | Stephany Adriana Abasali Nasser                  | Anzoátegui              |                   |                                                                       |

### Participations à Miss Monde
| Année | Nom                                      | Région                 | Classement      | Lieu du concours                                                      |
| ----- | ---------------------------------------- | ---------------------- | --------------- | --------------------------------------------------------------------- |
| 1955  | Carmen Susana Duijm Zubillaga            | Miranda                | Miss Monde 1955 | Lyceum Theatre de Londres, Royaume-Uni                                |
| 1956  | Celsa Drucila Pieri Pérez                | Sucre                  |                 | Lyceum Theatre de Londres, Royaume-Uni                                |
| 1957  | Consuelo Leticia Nouel Gómez             | District capital       |                 | Lyceum Theatre de Londres, Royaume-Uni                                |
| 1958  | Ida Margarita Pieri Pérez                | Sucre                  |                 | Lyceum Theatre de Londres, Royaume-Uni                                |
| 1960  | Miriam Maritza Estévez Acevedo           | District capital       |                 | Lyceum Theatre de Londres, Royaume-Uni                                |
| 1961  | Bexi Cecilia Romero Tosta                | Aragua                 |                 | Lyceum Theatre de Londres, Royaume-Uni                                |
| 1962  | Betzabé Franco Blanco                    | Aragua                 | Top 15          | Lyceum Theatre de Londres, Royaume-Uni                                |
| 1963  | Milagros Galíndez Castillo               | Miranda                |                 | Lyceum Theatre de Londres, Royaume-Uni                                |
| 1964  | Mercedes Hernández Nieves (†)            | Portuguesa             | Top 16          | Lyceum Theatre de Londres, Royaume-Uni                                |
| 1965  | Nancy Elizabeth González Aceituno (†)    | Anzoátegui             |                 | Lyceum Theatre de Londres, Royaume-Uni                                |
| 1966  | Jeannette Kopp Arenas                    | District capital       |                 | Lyceum Theatre de Londres, Royaume-Uni                                |
| 1967  | Irene Margarita Böttger González         | Bolívar                |                 | Lyceum Theatre de Londres, Royaume-Uni                                |
| 1968  | María Dolores (Cherry) Núñez Rodríguez   | Miranda                |                 | Lyceum Theatre de Londres, Royaume-Uni                                |
| 1969  | Marzia Rita Gisela Piazza Suprani        | Nueva Esparta          | 4e dauphine     | Royal Albert Hall de Londres, Royaume-Uni                             |
| 1970  | Tomasa Nina Tomasita de las Casas Mata   | Miranda                |                 | Royal Albert Hall de Londres, Royaume-Uni                             |
| 1971  | Ana María Padrón Ibarrondo               | Carabobo               | Top 15          | Royal Albert Hall de Londres, Royaume-Uni                             |
| 1972  | Amalia del Carmen Heller Gómez           | Sucre                  |                 | Royal Albert Hall de Londres, Royaume-Uni                             |
| 1973  | Edicta de los Angeles García Oporto      | Zulia                  |                 | Royal Albert Hall de Londres, Royaume-Uni                             |
| 1974  | Alicia Rivas Serrano                     | La Guaira              |                 | Royal Albert Hall de Londres, Royaume-Uni                             |
| 1975  | María de la Concepción Alonso Bustillos  | District capital       | 6e dauphine     | Royal Albert Hall de Londres, Royaume-Uni                             |
| 1976  | Maria Genoveva Rivero Giménez            | Lara                   | Top 15          | Royal Albert Hall de Londres, Royaume-Uni                             |
| 1977  | Jacqueline van den Branden               | District capital       |                 | Royal Albert Hall de Londres, Royaume-Uni                             |
| 1978  | Katy Patricia Tóffoli Andrade            | Falcón                 | Top 15          | Royal Albert Hall de Londres, Royaume-Uni                             |
| 1979  | Tatiana Capote Abdel                     | Barinas                | Disqualifiée    | Royal Albert Hall de Londres, Royaume-Uni                             |
| 1980  | Hilda Astrid Abrahamz Navarro            | La Guaira              | Top 15          | Royal Albert Hall de Londres, Royaume-Uni                             |
| 1981  | Carmen Josefina León Crespo              | Aragua                 | Miss Monde 1981 | Royal Albert Hall de Londres, Royaume-Uni                             |
| 1982  | Michelle Marie Shoda Belloso             | Falcón                 |                 | Royal Albert Hall de Londres, Royaume-Uni                             |
| 1983  | Carolina del Valle Cerruti Duijm         | Apure                  |                 | Royal Albert Hall de Londres, Royaume-Uni                             |
| 1984  | Astrid Carolina Herrera Irazábal         | Miranda                | Miss Monde 1984 | Royal Albert Hall de Londres, Royaume-Uni                             |
| 1985  | Ruddy Rosario Rodríguez de Lucía         | Anzoátegui             | 3e dauphine     | Royal Albert Hall de Londres, Royaume-Uni                             |
| 1986  | Maria Begoña Juaristi Mateo              | Zulia                  | 4e dauphine     | Royal Albert Hall de Londres, Royaume-Uni                             |
| 1987  | Albany Josefina Lozada Jiménez           | Portuguesa             | 1re dauphine    | Royal Albert Hall de Londres, Royaume-Uni                             |
| 1988  | Emma Irmgard Marina Rabbe Ramírez        | District capital       | 3e dauphine     | Royal Albert Hall de Londres, Royaume-Uni                             |
| 1989  | Fabiola Chiara Candosín Marchetti        | District capital       |                 | Hong Kong Convention and Exhibition Centre, Hong Kong                 |
| 1990  | Sharon Raquel Luengo González            | Zulia                  | 2e dauphine     | London Palladium de Londres, Royaume-Uni                              |
| 1991  | Ninibeth Beatriz Leal Jiménez            | Zulia                  | Miss Monde 1991 | Georgia World Congress Center d'Atlanta, États-Unis                   |
| 1992  | Francis del Valle Gago Aponte            | Bolívar                | 2e dauphine     | Sun City Entertainment Center de Sun City, Afrique du Sud             |
| 1993  | Mónica Lei Scaccia                       | District capital       | 4e dauphine     | Sun City Entertainment Center de Sun City, Afrique du Sud             |
| 1994  | Irene Esther Ferreira Izquierdo          | Miranda                | 2e dauphine     | Sun City Entertainment Center de Sun City, Afrique du Sud             |
| 1995  | Jacqueline María Aguilera Marcano        | Nueva Esparta          | Miss Monde 1995 | Sun City Entertainment Center de Sun City, Afrique du Sud             |
| 1996  | Anna Cepinska Miszczak                   | Nueva Esparta          | 4e dauphine     | M. Chinnaswamy Stadium de Bangalore, Inde                             |
| 1997  | Christina Dieckmann Jiménez              | Nueva Esparta          |                 | Plantation Club de l'île Mahé, Seychelles                             |
| 1998  | Verónica Schneider Rodríguez             | Monagas                |                 | Lake Berjaya Mahé Resort de l'île Mahé, Seychelles                    |
| 1999  | Martina Thorogood Heemsen                | Miranda                | 1re dauphine    | Olympia Hall de Londres, Royaume-Uni                                  |
| 2000  | Vanessa Maria Cárdenas Bravo             | Zulia                  |                 | Dôme du Millénaire de Londres, Royaume-Uni                            |
| 2001  | Andreina del Carmen Prieto Rincón        | Zulia                  |                 | Super Bowl de Sun City Entertainment Centre, Sun City, Afrique du Sud |
| 2002  | Goizeder Victoria Azua Barrios           | Carabobo               | Top 10          | Alexandra Palace de Londres, Royaume-Uni                              |
| 2003  | Valentina Patruno Macero                 | Miranda                | Top 20          | Crown of Beauty Theatre de Sanya, Chine                               |
| 2004  | Andrea Maria Milroy Díaz                 | Trujillo               |                 | Crown of Beauty Theatre de Sanya, Chine                               |
| 2005  | Berliz Susan Carrizo Escandela           | Zulia                  |                 | Crown of Beauty Theatre de Sanya, Chine                               |
| 2006  | Alexandra Federica Guzmán Diamante       | Miranda                | Top 17          | Palais de la Culture et de la Science de Varsovie, Pologne            |
| 2007  | Claudia Paola Suárez Fernández           | Mérida                 | Top 16          | Crown of Beauty Theatre de Sanya, Chine                               |
| 2008  | Hannelly Zulami Quintero Ledezma         | Cojedes                | Top 15          | Sandton Convention Centre de Johannesburg, Afrique du Sud             |
| 2009  | María Milagros Véliz Pinto               | Anzoátegui             |                 | Gallagher Convention Centre de Johannesburg, Afrique du Sud           |
| 2010  | Adriana Cristina Vasini Sánchez          | Zulia                  | 2e dauphine     | Crown of Beauty Theatre de Sanya, Chine                               |
| 2011  | Ivian Lunasol Sarcos Colmenares          | Amazonas               | Miss Monde 2011 | Earls Court Exhibition Centre de Londres, Royaume-Uni                 |
| 2012  | Gabriella Ferrari Peirano                | District capital       |                 | Dongsheng Fitness Center Stadium d'Ordos, Chine                       |
| 2013  | Karen Andrea Soto Lugo                   | Zulia                  |                 | Bali Nusa Dua Convention Center de Bali, Indonésie                    |
| 2014  | Debora Sacha Menicucci Anzola            | Amazonas               |                 | ExCeL London de Londres, Royaume-Uni                                  |
| 2015  | Anyela Galante Salerno                   | Portuguesa             |                 | Crown of Beauty Theatre de Sanya, Chine                               |
| 2016  | Diana Macarena Croce García              | Nueva Esparta          |                 | MGM National Harbor à Maryland, États-Unis                            |
| 2017  | Ana Carolina Ugarte-Pelayo Campos        | Monagas                | Top 40          | Sanya City Arena de Sanya, Chine                                      |
| 2018  | Veruska Betania Ljubisavljević Rodríguez | La Guaira              | Top 40          | Sanya City Arena de Sanya, Chine                                      |
| 2019  | Isabella Rodríguez Guzmán                | Portuguesa             | Top 40          | ExCeL London, Londres, Royaume-Uni                                    |
| 2021  | Alejandra José Conde Licón               | Aragua                 | Top 40          | Coliseo José Miguel Agrelot, San Juan, Porto Rico                     |
| 2022  | Ariagny Idayari Daboín Ricardo           | Cojedes                |                 |                                                                       |
| 2024  | María Valeria Cannavò Balsamo            | Dependencias Federales |                 |                                                                       |

### Participations à Miss International
| Année | Nom                                       | Région               | Classement              | Lieu du concours                                                                     |
| ----- | ----------------------------------------- | -------------------- | ----------------------- | ------------------------------------------------------------------------------------ |
| 1960  | Gladys Ascanio Arredondo                  | District capital     | Top 15                  | Long Beach Convention and Entertainment Center, Long Beach de Californie, États-Unis |
| 1961  | Gloria Lilué Chaljub                      | District capital     |                         | Long Beach Convention and Entertainment Center, Long Beach de Californie, États-Unis |
| 1962  | Olga Antonetti Nuñez (†)                  | Anzoátegui           | Top 15                  | Long Beach de Californie, États-Unis                                                 |
| 1963  | Norah Luisa Duarte Rojas                  | Carabobo             |                         | Long Beach de Californie, États-Unis                                                 |
| 1964  | Lisla Vilia Silva Negrón                  | Zulia                | Top 15                  | Long Beach de Californie, États-Unis                                                 |
| 1965  | Thamara Josefina Leal                     | Zulia                |                         | Long Beach de Californie, États-Unis                                                 |
| 1967  | Cecilia Picón-Febres                      | Mérida               |                         | Long Beach de Californie, États-Unis                                                 |
| 1968  | Jovann Navas Ravelo                       | Aragua               |                         | Nippon Budokan de Tokyo, Japon                                                       |
| 1969  | Cristina Mercedes Keusch Pérez            | Miranda              | Top 15                  | Nippon Budokan de Tokyo, Japon                                                       |
| 1970  | Marzia Rita Gisela Piazza Suprani         | Nueva Esparta        |                         | Exposition Hall Fairgrounds de Osaka, Japon                                          |
| 1971  | Sonia Zaya Ledezma Corvo                  | Monagas              |                         | Long Beach de Californie, États-Unis                                                 |
| 1972  | Marilyn Plessmann Martínez                | Guárico              | Top 15                  | Tokyo, Japon                                                                         |
| 1973  | Hilda Elvira Carrero García (†)           | Táchira              | Top 15                  | Exposition Hall Fairgrounds de Osaka, Japon                                          |
| 1974  | Marisela Carderera Marturet               | District capital     |                         | Nippon Budokan Hall de Tokyo, Japon                                                  |
| 1975  | María del Carmen Yamel Díaz Rodríguez (†) | Carabobo             |                         | Okinawa's Expo Portside Theater de Okinawa, Japon                                    |
| 1976  | Betzabeth Ayala                           | Miranda              | Top 15                  | Théâtre du jardin impérial de Marunouchi, Japon                                      |
| 1977  | Betty Paredes                             | Lara                 |                         | Théâtre du jardin impérial de Marunouchi, Japon                                      |
| 1978  | Dora Maria Fueyo Moreno                   | Anzoátegui           |                         | Mielparque de Tokyo, Japon                                                           |
| 1979  | Nilza Josefina Moronta Sangronis          | Zulia                |                         | Mielparque de Tokyo, Japon                                                           |
| 1980  | Graciela Lucía Rosanna La Rosa Guarneri   | Amazonas             | Top 10                  | Tokyo, Japon                                                                         |
| 1981  | Miriam Quintana                           | District capital     | Top 15                  | Kobe, Japon                                                                          |
| 1982  | Amaury Martínez Macero                    | Amazonas             |                         | Fukuoka, Japon                                                                       |
| 1983  | Donnatella Bottone Tiranti                | Miranda              |                         | Exposition internationale de Tsukuba, Japon                                          |
| 1984  | Miriam Leyderman Eppel                    | Nueva Esparta        | 1re dauphine            | Kanagawa Prefectural Civic Hall de Yokohama, Japon                                   |
| 1985  | Alejandrina Nina Sicilia Hernandez        | Monagas              | Miss International 1985 | Exposition internationale de Tsukuba, Japon                                          |
| 1986  | Nancy Josefina Gallardo Quiñones          | Portuguesa           | Top 15                  | Holland Village de Nagasaki, Japon                                                   |
| 1987  | Begoña Victoria García Varas              | Libertador           | Top 15                  | Nihon Seinen-Kan de Tokyo, Japon                                                     |
| 1988  | María Eugenia Duarte Lugo                 | Péninsule de Guajira |                         | Gifu, Japon                                                                          |
| 1989  | Beatriz Carolina Omaña Trujillo           | Nueva Esparta        | 2e dauphine             | Kanazawa Kagekiza de Kanazawa, Japon                                                 |
| 1990  | Vanessa Cristina Holler Noel              | Portuguesa           | Top 15                  | Exposition horticole de 1990 de Osaka, Japon                                         |
| 1991  | Niurka Auristela Acevedo                  | Monagas              |                         | Tokyo, Japon                                                                         |
| 1992  | Maria Eugenia Rodríguez Noguera           | Portuguesa           | Top 15                  | Sasebo, Japon                                                                        |
| 1993  | Rina Faviola Mónica Spitale Baiamonte     | Yaracuy              | Top 15                  | Tokyo, Japon                                                                         |
| 1994  | Milka Yelisava Chulina Urbanich           | Aragua               | Top 15                  | Sun Arena d'Ise, Japon                                                               |
| 1995  | Ana Maria Amorer Guerrero                 | Apure                | 1re dauphine            | Sinjuyo Pension Hall, Nippon Seinenkan de Tokyo, Japon                               |
| 1996  | Carla Andreína Steinkopf Struve           | Costa Oriental       | Top 15                  | Kanazawa Kagekiza de Kanazawa, Japon                                                 |
| 1997  | Consuelo Adler Hernández                  | Miranda              | Miss International 1997 | Kyoto Kaikan First Hall de Kyoto, Japon                                              |
| 1998  | Daniela Kosán Montcourt                   | Aragua               | 1re dauphine            | Koseinenkin Hall de Tokyo, Japon                                                     |
| 1999  | Andreína Mercedes Llamozas González       | La Guaira            | Top 15                  | U-Port Hall de Tokyo, Japon                                                          |
| 2000  | Vivian Ines Urdaneta Rincón               | Costa Oriental       | Miss International 2000 | Koseinenkin Hall de Tokyo, Japon                                                     |
| 2001  | Aura Consuelo Zambrano Alejos             | Táchira              | 1re dauphine            | Nakano Sun Plaza de Tokyo, Japon                                                     |
| 2002  | Cynthia Cristina Lander Zamora            | District capital     |                         | Century Hyatt de Tokyo, Japon                                                        |
| 2003  | Goizeder Victoria Azua Barrios            | Carabobo             | Miss International 2003 | Radisson Miyako Hotel de Tokyo, Japon                                                |
| 2004  | Eleidy María Aparicio Serrano             | Costa Oriental       |                         | Palais des sports des ouvriers de Pékin, Chine                                       |
| 2005  | María Andrea Gómez Vásquez                | District capital     | Top 12                  | Koseinenkin Hall de Tokyo, Japon                                                     |
| 2006  | Daniela Anette di Giacomo di Giovanni     | Barinas              | Miss International 2006 | Beijing Exhibition Centre de Pékin, Chine                                            |
| 2007  | Vanessa Jacqueline Gómez Peretti          | Sucre                | Top 15                  | The Prince Park Tower de Tokyo, Japon                                                |
| 2008  | Dayana Carolina Colmenares Bocchieri      | Carabobo             | Top 12                  | CotaiArena, The Venetian, Macao                                                      |
| 2009  | Laksmi Rodríguez de la Sierra Solórzano   | Monagas              | Top 15                  | Centre international de tennis de Sichuan de Chengdu, Chine                          |
| 2010  | Ana Elizabeth Mosquera Gómez              | Trujillo             | Miss International 2010 | Sichuan Province Gymnasium de Chengdu, Chine                                         |
| 2011  | Jessica Cristina Barboza Schmidt          | District capital     | 1re dauphine            | Centre international de tennis de Sichuan de Chengdu, Chine                          |
| 2012  | Blanca Cristina Aljibes Gallardo          | Guárico              | Top 15                  | Okinawa Prefectural Budokan Arena Building de Naha, Japon                            |
| 2013  | Nicelín Elián Herrera Vásquez             | Aragua               |                         | Shinagawa Prince Hotel Hall de Tokyo, Japon                                          |
| 2014  | Michelle Marie Bertolini Araque           | Guárico              |                         | Grand Prince Hotel Takanawa de Tokyo, Japon                                          |
| 2015  | Edymar Martínez Blanco                    | Anzoátegui           | Miss International 2015 | Grand Prince Hotel Takanawa de Tokyo, Japon                                          |
| 2016  | Jessica María Duarte Volweider            | Trujillo             |                         | Tokyo Dome City Hall, Tokyo, Japon                                                   |
| 2017  | Diana Macarena Croce García               | Nueva Esparta        | 2e dauphine             | Tokyo Dome City Hall, Tokyo, Japon                                                   |
| 2018  | Mariem Claret Velazco García              | Barinas              | Miss International 2018 | Tokyo Dome City Hall, Tokyo, Japon                                                   |
| 2019  | Melissa Ester Jiménez Guevara             | Zulia                | Top 15                  | Tokyo Dome City Hall, Tokyo, Japon                                                   |
| 2022  | Isbel Cristina Parra Santos               | Región Guayana       |                         | Pacifico Convention Plaza Yokohama, Yokohama, Japon                                  |
| 2023  | Andrea Valentina Rubio Armas              | Portuguesa           | Miss International 2023 | Yoyogi National Gymnasium, Tokyo, Japon                                              |
| 2024  | Sakra Del Valle Guerrero Roldán           | Guárico              | 3e dauphine             |                                                                                      |
| 2025  | Alessandra María Guillén Murga            | Delta Amacuro        |                         |                                                                                      |